# 小行星9337
小行星9337是一颗围绕太阳公转的小行星。1991年3月17日，亨利·德波鸿诺在拉西拉天文台发现了此天体。
这颗小行星的绝对星等为72.4411927320908等。